# Yphthimoides undulata
Yphthimoides undulata är en fjärilsart som beskrevs av Butler 1866. Yphthimoides undulata ingår i släktet Yphthimoides och familjen praktfjärilar. Inga underarter finns listade i Catalogue of Life.